# Apororhynchus hemignathi
Espèce
Synonymes
- Arhynchus hemignathi Shipley, 1896[1]
- Neorhynchus hemignathi (Shipley, 1896)[1]

Apororhynchus hemignathi est une espèce d'acanthocéphales de la famille des Apororhynchidae. C'est un parasite digestif d'un oiseau des îles Sandwich.

## Description
Dans sa description originale, l'auteur indique que les spécimens en sa possession mesuraient entre 2,5 et 3,5 mm.

## Étymologie
Son nom spécifique, hemignathi, reprend le nom du genre Hemignathus en référence à l'oiseau sur lequel ont été découverts les spécimens étudiés. Oiseau indiqué comme étant « Sandwich Island bird, Hemignathus proceros », espèce dont la graphie correcte est Hemignathus procerus, considéré désormais comme synonyme de Akialoa stejnegeri, l'Akialoa de Kauai.

## Publication originale
- (en) Arthur E. Shipley, « On Arhynchus hemignathi, a new genus of Acanthocephala », Quarterly journal of microscopical science, Londres, Clarendon Press et inconnu, vol. 39, no 2,‎ 1896, p. 207-218 (ISSN 0370-2952, OCLC 1763236, lire en ligne).